# Robin Scott
Pour les articles homonymes, voir Scott.
Robin Scott, né le 1er avril 1947 à Croydon (Angleterre) est le chanteur du groupe M qui a connu un grand succès avec son tube Pop Muzik en 1979.

## Biographie

### Jeunesse
Il grandit à Croydon dans le sud de Londres. A la fin des années 1960, il entre au Croydon Art College où il rencontre et se lie d'amitié avec Malcolm McLaren et Vivienne Westwood avec qui il collaborera 10 ans plus tard. Au collège, il se montre doué pour l'écriture de chansons qu'il a la chance d'interpréter à la radio et télévision. Ces créations annoncent l'album Women From The Warm Grass sorti en 1969 sur le petit label indépendant Head Records. Il chante ensuite des chansons folks dans divers clubs, partageant parfois l'affiche avec des célébrités comme David Bowie, John Martyn ou Ralph McTell.

### Années 1970
Au début des années 1970, Scott conçoit le projet multimédia intitulé « The Voice ». Ce projet est diffusé sur BBC Radio 3. Il abandonne ce projet peu de temps après pour voyager en Europe et en Amérique du Nord. À son retour, il crée des démos avec le groupe de rock progressif Camel.
En 1972, il participe et gagne à l'émission Search For A Star un contrat d'enregistrement chez EMI. Ce contrat échouera rapidement en raison de différends musicaux avec la maison de disques. En 1973, il joue dans plusieurs groupes (notamment avec Pete Thomas, futur membre du groupe The Attractions d'Elvis Costello). Il écrit également la comédie musicale Heartaches & Teardrops. Robin travaille avec le groupe Roogalator, groupe de R&B très apprécié. Il produit leur premier LP Play it By Ear sur son propre label Do It Records. Il sort sur ce label Cry Myself To Sleep sous le pseudo Comic Romance.
Au début du mouvement punk, fin 1976 début 1977, label Do It Records enregistre et sort les premiers albums du groupe Adam and the Ants. En 1978, Robin rejoint Paris où il devient producteur pour Barclay Records. Il vit alors avec sa petite amie Brigitte Vinchon (Brigit Novik). Avant de quitter Londres, il produit et filme avec Julian Temple le groupe punk féminin The Slits.

### Succès
C'est à Paris qu'il enregistre les premières versions de Moderne Man / Satisfy Your Lust. Ce morceau se trouvera plus tard sur l'album New-York London Paris Munich. Robin Scott produit et enregistre le hit Pop Muzik en 1979. Un groupe de musiciens qu'il nommera « M » participera à l'enregistrement : Julian Scott à la basse, le claviériste Wally Badarou, le programmeur canadien John Lewis, Brigit Novik aux chœurs sous la supervision de l'ingénieur du son David Richards.
Fort de ce succès, MCA Records demande à Scott de réaliser un album. New-York London Paris Munich est enregistré à Montreux en 1979. Quelques musiciens supplémentaires participent aux enregistrements à cette occasion : le batteur Phil Goud (qui rejoindra plus tard Level 42), Gary Barnacle, au saxophone et à la flûte et, puisqu'il y vivait à l'époque, David Bowie qui ne participe toutefois que de manière marginale aux enregistrements.
L'album sort au Royaume-Uni fin 1979 puis Sire Records organise sa sortie aux États-Unis où il rencontre un certain succès. Outre Pop Muzik, qui devient un tube planétaire, l'album contient deux autres titres qui rencontreront un certain succès : Moonlight and Muzak, qui arrive en 33e position au Royaume-Uni, et That's the Way the Money Goes. Un film de 45 minutes reprenant les vidéoclips et des extraits de concerts sort peu après.

### Autres réalisations
Fin 1980, Robin Scott sort l'album The Official Secrets Act, enregistré au Royaume-Uni et à Dublin. En 1981, Robin travaille avec le groupe Yellow Magic Orchestra et Ryuichi Sakamoto.
En 1982, il sort l'album Famous Last Words : Wally Badarou, le producteur de Level 42 est aux claviers, Julian Scott et Tony Levin à la basse, Brigit Novik aux chœurs et le jeune Thomas Dolby aux ordinateurs. Participent également à cet album  Yukihiro Takahashi, le batteur de Yellow Magic Orchestra et Andy Gill, guitariste de Gang of Four. L'album sort en Italie, en France et aux États-Unis mais pas au Royaume-uni. Robin Scott quitte peu après le label MCA. À la suite de ces soucis, Robin passera dans l'ombre pour produire les titres Danube puis The Wedding Dance chez Stiff Records, chantés par sa compagne Brigit Novik.